# Victory Records
Victory Records is een platenlabel gevestigd in Chicago. Het label is opgericht door Tony Brummel.

## Geschiedenis
Het label bracht oorspronkelijk voornamelijk straight edge hardcore punk-platen uit. Zo brachten ze in de beginjaren platen uit van Inner Strength, Snapcase, Integrity en Earth Crisis. Daarnaast werden ook iets afwijkender platen uitgebracht zoals punk met Catch-22 en Electric Frankenstein. Doorheen de jaren tekende het label met bands als Hoods, Boy Sets Fire, Backfire en Blood for Blood ook de nodige grote namen in het hardcore-wereldje.
Victory Records veranderde echter stilletjes aan van stijl en begon hoe langer hoe meer emo en metalcore-bands te tekenen. Zo brachten ze platen uit van Atreyu, Thursday, Silverstein, Bayside, Scars of Tomorrow en Taking Back Sunday. Enkele van deze platen wisten tot 200.000 exemplaren te verkopen. Uit het undergroundlabel dat zich focuste op hardcore was een nieuw populair label geboren!
Toch kreeg voornamelijk platenbaas Tony Brummel hopen kritiek. Zo dagvaardde Hawthorne Heights het label voor het gebruikmaken van onethische en te agressieve verkoopstrategieën die de relatie met hun fans schaadden en het achterhouden van royalty's. Daarop dagvaardde het label de band voor contractbreuk en laster.
Daarnaast had Tony Brummel ook bijzonder veel kritiek op iTunes, dat de ziel van de muziek zou stelen. De hele Victory Records-catalogus verscheen in september 2006 echter op iTunes.
Recent bracht Victory Records onder andere albums van Comeback Kid, Freya, A Day to Remember en een 'Best Of' van Atreyu uit.

## Bands

### Huidige bands
- 1997
- A Perfect Murder
- Aiden
- All Out War
- Atreyu
- theAUDITION
- The Autumn Offering
- Bayside
- Beneath the Sky
- Between the Buried and Me
- The Black Maria
- The Bunny The Bear
- Bury Your Dead
- Catch-22
- Close your eyes
- Comeback Kid
- Darkest Hour
- Dead to Fall
- Design the Skyline
- Driver Side Impact
- Emmure
- Endwell
- The Forecast
- Four Letter Lie
- Freya
- Giles
- Hawthorne Heights
- June
- The Junior Varsity
- Jungle Rot
- Moros Eros
- Nights Like These
- On the Last Day
- Path of Resistance
- Pathology
- Premonitions of War
- Ringworm
- Scars of Tomorrow
- Sinai Beach
- The Sleeping
- Spitalfield
- Streetlight Manifesto
- The Tossers
- These Hearts
- Voodoo Glow Skulls
- Victorian Halls
- The Warriors
- Waterdown
- With Honor
- Wretched

### Vroegere bands
- A Day to Remember
- A18
- Action Action
- Baby Gopal
- Backfire
- Bad Brains
- Billingsgate
- Blood for Blood
- Bloodlet
- By the Grace of God
- Cast Iron Hike
- Cause for Alarm
- Cockney Rejects
- Count the Stars
- Deadguy
- Doughnuts
- Earth Crisis
- Electric Frankenstein
- Fury of Five
- Glasseater
- Grade
- Grey Area
- Guilt
- Hatebreed
- Hi Fi and the Roadburners
- Hoods
- The Hurt Process
- Ice Burn
- In Cold Blood
- Inner Strength
- Insight
- Integrity
- Killing Time
- Les Stitches
- Lockweld
- Madball
- Madcap
- Martyr AD
- Minus
- No Innocent Victim
- OS101
- Out of Order
- Raid
- Reach the Sky
- Refused
- The Reunion Show
- Right Direction
- Rivery City Rebels
- Run Devil Run
- Shelter
- Shutdown
- Skarhead
- Smoking Popes
- Snapcase
- Snowdogs
- Somehow Hollow
- Stigmata
- Straight Faced
- Straylight Run
- Strife
- The Strike
- Student Rick
- Taking Back Sunday
- Ten Foot Pole
- Thumb
- Thursday
- Warzone
- Worlds Collide